# Alfredo Kraus

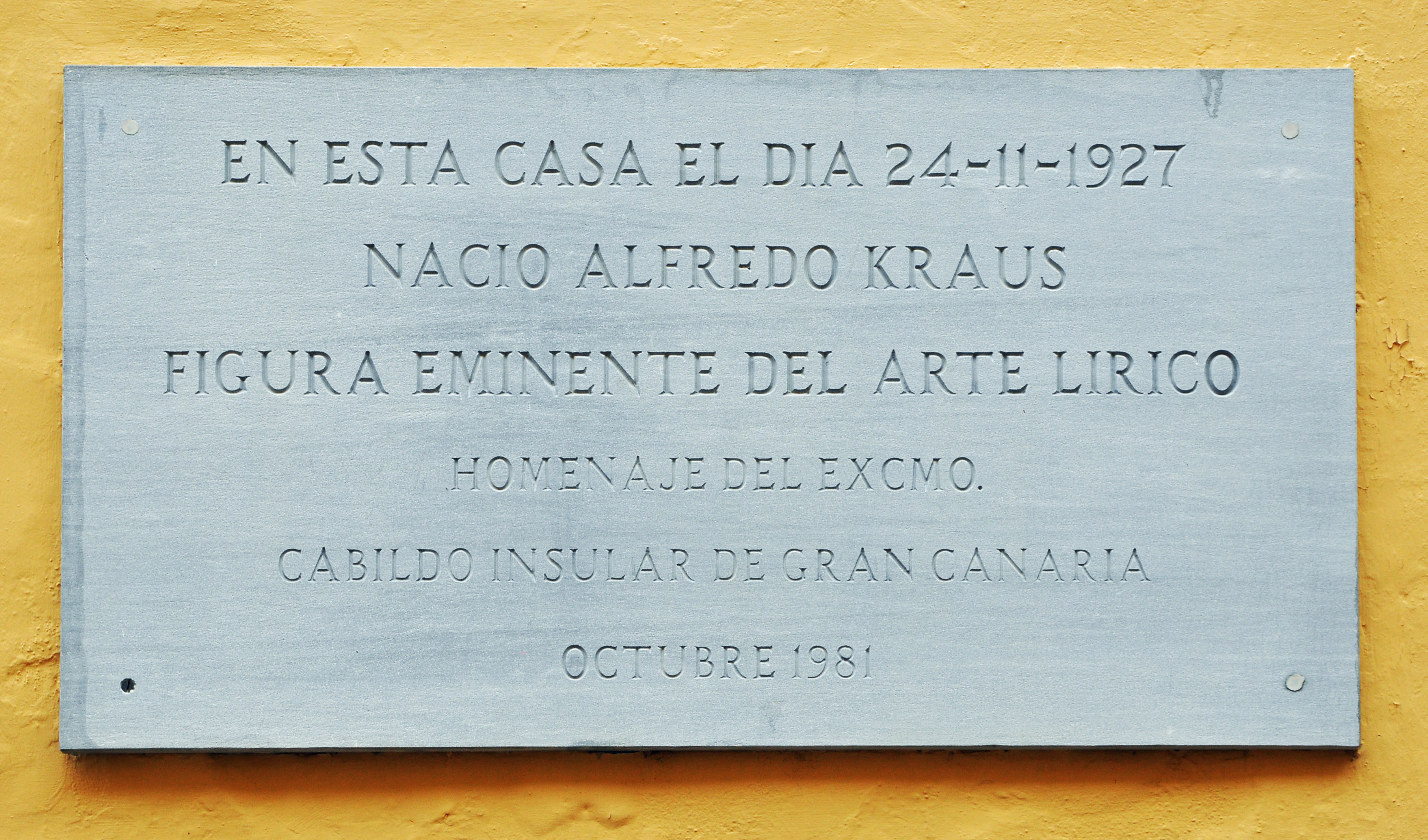
Gedenkplaat aan het geboortehuis van Alfredo Kraus in de Calle de Colón in Las Palmas, Gran Canaria

Alfredo Kraus Trujillo (Las Palmas de Gran Canaria, 24 september 1927 – Madrid, 10 september 1999) was een beroemde Spaanse tenor van half Oostenrijkse afkomst, in het bijzonder bekend vanwege de artisticiteit die hij gebruikte bij belcanto-rollen. Hij werd ook beschouwd als een uitmuntende vertolker van de titelrol in Massenets opera Werther, in het bijzonder van de bekende aria, "Pourquoi me réveiller?"

## Vroege jaren
Kraus begon zijn muzikale loopbaan op de leeftijd van vier jaar, toen hij lessen nam, en hij zong in het schoolkoor op de leeftijd van acht jaar. Zijn oudere broer Francisco Kraus Trujillo, een bariton, studeerde muziek en opera met hem.

## Loopbaan
In 1956 maakte Kraus zijn professionele operadebuut in Cairo als de Hertog in Rigoletto, die een van zijn bekende rollen werd. In 1958 zong hij Alfredo aan het Teatro Nacional de São Carlos in Lissabon in een productie van La Traviata met Maria Callas, van welke uitvoering later een live-opname is uitgegeven.
Kraus maakte in 1959 zijn debuut aan het Royal Opera House Covent Garden als Edgardo in Lucia di Lammermoor en in 1960 zijn debuut aan het Teatro alla Scala als Elvino in La Sonnambula. Hij maakte in 1962 zijn Amerikaanse debuut aan de Lyric Opera of Chicago en in 1966 zijn debuut aan de Metropolitan Opera in Rigoletto (zijn laatste uitvoering daar was in 1994, ook in Rigoletto).
In de volgende decennia breidde Kraus zijn repertoire uit tot meer Italiaanse opera's zoals Lucrezia Borgia, La fille du régiment, Linda di Chamounix, Don Pasquale en La favorita van Donizetti; en Franse opera's zoals Roméo et Juliette, Les contes d'Hoffmann, Faust en Lakmé, terwijl hij voortging de voor hem bekende rollen van Werther en van Des Grieux in Manon te zingen. Hij nam ook een aantal van zelden uitgevoerde Franse opera's op, waaronder La jolie fille de Perth en Les pêcheurs de perles, beide van Georges Bizet, en La muette de Portici van Daniel Auber. Hij trad ook op in enkele zeer bekende werken, zoals Don Giovanni, Les contes d'Hoffmann en Faust.
Kraus werd vrijwel synoniem met lyrische-tenorrollen als Werther, Faust, Don Ottavio (Don Giovanni), Nemorino en Arturo. Hij was ook bekend vanwege zijn uitvoeringen van lichtere muziek, vooral zarzuela en Spaanse volksliederen, die hij op zijn eigen label, Carillon, opnam.

## Techniek
Dankzij zijn superieure techniek en zorgvuldig onderhoud van zijn vocale middelen, zong Kraus op het toneel tot hij begin zeventig was. Hij studeerde stemtechniek in Milaan bij Mercedes Llopart. Tot de leerlingen van deze beroemde sopraan behoren: Anna Moffo, Fiorenza Cossotto, Ivo Vinco, Renata Scotto, de Griekse sopraan Elena Souliotis en de Venezolaanse sopraan Cecilia Núñez Albanese.
Kraus stond bekend om zijn verfijnde vakmanschap, vergezeld van een schijnbaar moeiteloos hoog register. Veel operakenners beschouwen hem daardoor als een van de beste tenoren van het eind van de twintigste eeuw. Verscheidene vraaggesprekken met Kraus tonen hem als een intelligente man die goed nadacht over de keuze van zijn rollen. Hij werd bewonderd vanwege zijn gecultiveerde muzikale opleiding en zijn volledige respect voor zijn beroep. Zijn prioriteit was de integriteit van zijn artistieke opvatting van een stuk, meer dan zijn formidabele bereik en uitstekende techniek.
Hij zong over de gehele wereld, onder meer in het Teatro Colón in Buenos Aires, het Teatro Municipal in Caracas, het Teatro Municipal in Santiago, Chili, het Teatro Municipal in Rio de Janeiro en het Liceu in Barcelona.
In 1991 werd Kraus de prijs Premio Príncipe de Asturias de las Artes toegekend. In 1997 opende zijn geboortestad Las Palmas het Alfredo Kraus Auditorium te zijner ere.

## Latere jaren
Het verlies van zijn vrouw in 1997 trof Kraus zo diep dat hij acht maanden niet zong. Door zijn trots en sterke wil keerde hij uiteindelijk terug naar het toneel en het lesgeven. Hij zei: "Ik heb de wil niet om te zingen, maar ik moet het doen, omdat, in zekere zin, het een teken is dat ik de tragedie heb overwonnen. Zingen is een vorm van toegeven dat ik leef." De emoties liepen niet voor niets hoog op toen hij het favoriete nummer van zijn vrouw: 'El dia que me quieras', ten gehore bracht.
Kraus stierf op 10 september 1999 in Madrid, op de leeftijd van 71 jaar, na een lange ziekte.
Zijn dochter Patricia Kraus vertegenwoordigde Spanje op het Eurovisiesongfestival 1987 in de Belgische hoofdstad Brussel.